# Lazarat
Lazarat est une commune située dans le district de Gjirokastër, dans le sud de l'Albanie. La municipalité est composée des deux villages Lazarat et Kordhocë.
Perché sur un versant d'une montagne bordant la ville historique de Gjirokastër, près de la frontière grecque, Lazarat est connue comme la capitale européenne du cannabis.

## Histoire

### Culture du cannabis et demande d'autonomie
De façon très discrète, la commune s'est fortement développée depuis la fin des années 1990 par la culture et le commerce de cannabis. Mais en 2012, deux voyageurs hollandais révèlent l'existence de ce commerce sur Internet. Dans leur vidéo de voyage, ils déclarent ainsi « Tout un village couvert de plantations de cannabis, des enfants qui se frayent un chemin parmi des plants de trois mètres pour se rendre à l’école. C’est incroyable !" ». On y apprend par ailleurs que la récolte, assurée surtout par des paysannes désœuvrées, nourrit leur famille pour une année entière.
Depuis 2013, le gouvernement albanais a entouré la municipalité afin de réagir à la culture locale du cannabis. Des militants locaux ont créé une liste de revendications pour l'autonomie de la municipalité et réclament le droit de légaliser la production et la vente de cannabis à l'intérieur de la municipalité. Le gouvernement albanais rejette jusqu'ici ces demandes.
En août 2013, la Garde des finances italienne (Guardia di Finanza) publie des images de 500 plantations de cannabis plantés sur 319 hectares. Les autorités pensent alors que la production doit atteindre 1 000 tonnes pour une valeur totale d'environ quatre milliards d'euros, soit la moitié du PIB du pays.